# Fuentes de Lebanza (agua)
Fuentes de Lebanza es una marca española de agua mineral. Procede del manantial La Cueva en Lebanza, dentro del parque natural Montaña Palentina, un espacio natural protegido situado en el norte de la provincia de Palencia. Este forma parte de la cordillera Cantábrica, y aparece dibujado por las cuencas de los ríos Carrión (Fuentes Carrionas) y Pisuerga (Cueva del Cobre), en la comunidad autónoma de Castilla y León.
El agua mineral Fuentes de Lebanza es el primer producto palentino que ha obtenido el distintivo Marca Natural de la Junta de Castilla y León. Se trata de un agua de mineralización débil, muy baja en sodio.
Fuentes de Lebanza fue comercializada desde 2008 por la empresa Agua Palentina, que entró en quiebra y fue declarada en concurso de acreedores en 2012. En 2018 fue adquirida por la sociedad austríaca Figlmüeller, que constituyó la empresa Sandora Iberia SL para volver a comercializar Fuentes de Lebanza a partir de 2019, enfocando su producción a la exportación.

## Composición química
| Tipo         | Cantidad  |
| ------------ | --------- |
| Residuo seco | 123 mg/l  |
| Bicarbonatos | 124 mg/l  |
| Sulfatos     | 3,57 mg/l |
| Cloruros     | 1,81 mg/l |
| Calcio       | 37,8 mg/l |
| Magnesio     | 2,48 mg/l |
| Sodio        | 1,05 mg/l |
| Sílice       | 4,63 mg/l |

Fuente: Centro Nacional de Tecnología y Seguridad Alimentaria (CNTA) 2008